# Веприкский сельский совет (Полтавская область)
Веприкский сельский совет (укр. Веприцька сільська рада) — входит в состав
Гадячского района
Полтавской области
Украины.
Административный центр сельского совета находится в 
с. Веприк.

## История
- 1918 — дата образования.

## Населённые пункты совета
- с. Веприк